# Баньяк, Франк
Маки Франк Баньяк Муэньи (фр. Macky Frank Bagnack Mouegni), более известный как Маки Баньяк (фр. Macky Bagnack; род. 7 июня 1995, Яунде) — камерунский футболист, защитник сербского клуба ТСЦ.

## Клубная карьера
Франк присоединился к системе «Барселоне» в 2008 году, перейдя из фонда Самуэля Это’о. В сезоне 2009/10 его отчислили из клуба за неподобающее поведение, но в следующем он вернулся в команду. Однако и этот сезон Франку закончить не удалось — на турнире в Бразилии он получил тяжелейшую травму и полностью восстановился лишь к сезону 2012/13. Хорошо зарекомендовав себя в юношеской команде, Франк был переведён в «Барселону B». В свой первый сезон Франк был игроком ротации, однако хорошо использовал все свои шанс и внёс свой вклад в третье место команды. В сезоне 2014/15 он является одним из основных центральных защитников.

## Карьера в сборной
Франк провёл два матча за молодёжную сборную Камеруна. В состав национальной сборной Камеруна его вызывали и в 2014 году, однако дебютировать Франку довелось лишь в январе 2015 года, в матче против сборной ДР Конго. Он был включён в расширенный состав сборной на Кубок африканских наций 2015.

## Стиль игры
Маки имеет все необходимые для защитника «Барселоны» качества. Он агрессивен без мяча, прекрасно прессингует, имеет отличный выбор позиции, пытается без промедления вернуть мяч команде. Склонен нарушать правила. Кроме того, он имеет навыки, которые есть у полузащитников и нападающих, и прекрасно чувствует, в какой момент нужно отдать пас. И всегда хладнокровен, что для футболиста является едва ли не самым важным качеством.

## Личная жизнь
Маки — третий из шести детей в семье. Своими кумирами он считает Карлеса Пуйоля и Пепе.